# Orfelia discoloria
Orfelia discoloria är en tvåvingeart som först beskrevs av Johann Wilhelm Meigen 1818.  Orfelia discoloria ingår i släktet Orfelia och familjen platthornsmyggor. Arten är reproducerande i Sverige. Inga underarter finns listade i Catalogue of Life.